# Topos V
Topos V, coneguda popularment com «l'urinari», és una escultura de l'artista basc Eduardo Chillida instal·lada a la plaça del Rei de Barcelona.

## Història
L'Ajuntament de Barcelona va adquirir l'escultura amb motiu d'una exposició que la Fundació Joan  Miró va dedicar a Chillida. Va ser inaugurada el 6 de març del 1986 en presència de l'artista, i va col·laborar en la instal·lació l'enginyer José Antonio Fernández Ordóñez.
És d'acer corten, amb forma geomètrica d'un angle diedre, tancat per dos costats amb un remat de semicircumferències que formen la lletra B de Barcelona i alhora evoquen les construccions medievals de la plaça: el Palau Reial Major i la Capella de Santa Àgata. Les seves mides són 2,10 X 2,37 X 1,70 m.